# 爹妈满院
《爹妈满院》，中国大陆农村生活剧，导演阚卫平，主演赵本山、小沈阳、王小利、宋小宝、沈春阳、赵海燕、毕畅、刘小光。该剧的主题是农村的“留守老人”的生活。该剧最初打算在浙江卫视首播，抢占收视率，但是“由于题材问题丑化农民群众”与习李新政相悖被国家广播电影电视总局紧急叫停。本剧於2015年12月10日在优酷和土豆网網上首播。

## 剧情
该剧讲述辽宁省北部一个小山村里一群孤寡老人的晚年生活。

## 演出
| 演员   | 角色     | 备注 |
| 小沈阳 | 张广利   |      |
| 沈春阳 | 彩云     |      |
| 蔡维利 | 张万山   |      |
| 王小利 | 胡满堂   |      |
| 成红   | 胡拐弯   |      |
| 毕畅   | 胡明月   |      |
| 赵本山 | 赵大弦   |      |
| 刘小光 | 刘半仙   |      |
| 程野   | 牛迷糊   |      |
| 赵海燕 | 刘秀英   |      |
| 董三毛 | 老黄     |      |
| 孙立荣 | 老邓太太 |      |
| 贺小刚 | 宋宝瑞   |      |

## 播出
2015年12月10日，《爹妈满院》在优酷首播。